# 情報処理用語規格
情報処理用語規格（じょうほうしょりようごきかく）とは、国際規格やJISなどにおいて情報処理に関する用語について定めた一群の規格のことである。

## 概要
ISOでは1964年（昭和39年）にニューヨークで開催されたISO/TC 97の総会においてISO規格として情報処理用語の用語集の作成が決定され、担当委員会として「ISO TC97 SC 1」の設立が決定された。1966年（昭和41年）のSC1総会で実質的な作業が開始された。ISOの当初の作業はIFIP（情報処理国際連合）とICC（国際計算センター）が共同で作成し1965年（昭和40年）に刊行した用語集が元になっている。このような作業の成果は「ISO 2382」シリーズとして各パート別に制定・改正されてきた。「ISO TC97 SC 1」は、1987年（昭和62年）10月に「ISO/IEC JTC 1」が設立されてからはその下に移り「ISO/IEC JTC 1/SC1」となった。これに伴い「ISO 2382」シリーズは1989年（平成元年）制定分からは「ISO/IEC 2382」シリーズとなった。しかしながら主要な用語規格の制定が一通り終わった1990年代に入ると「多くの国でメンバーが固定化し委員の高齢化が進んでいる」「各国で政府や企業の予算削減が進行して参加人員が急速に減少していることも悩みの種である。」とされるようになり、さらには「日本を含めて，各国とも定常的な審議や，中間会議・全体会議への参加者不足に悩んでおり，SC 1は転機を迎えた感が強い」とされるようになってきた。そのため幹事国の引き受け手が無かったことを切っ掛けに「ISO/IEC JTC 1/SC1」は1998年（平成10年）に廃止され、以後の用語規格の制定・改正の作業は各パートに関連する分野を担当するそれぞれのSCが行なっていくことになった。
日本では当初は日本独自の規格として1961年（昭和36年）制定の「JIS Z 8111 計数形計算機用語（一般）」（68語を収録）及び1962年（昭和37年）制定の「JIS Z 8112 計数形計算機用語（一般を除く）」（124語を収録）が制定されたが、これらはいずれも1970年（昭和45年）2月1日に廃止され、代わって1970年（昭和45年）10月1日に一本化した上約200語を追加して「JIS C 6230 情報処理用語」が制定された。その後1974年（昭和49年）以降ISOにおいて同様の規格が国際規格として定められるようになったため、それ以後は個々の用語の定義や分類について国際規格と一致するような形で1977年（昭和52年）（528語を収録）と1981年（昭和56年）9月1日に改正された（1300語を収録）。この規格は1987年（昭和62年）3月1日には部門情報処理（X）の新設に伴い部門Xに移行し規格番号がJIS X 0001となっている。その後1987年（昭和62年）4月1日には国際規格にあわせてパート別規格になるために全面的に改正され、JIS X 0001は全面的に内容を改正されると共に基本用語のみの規格となった。当時はJISでは枝番方式による規格番号は認められていなかったため、「ISO 2382-1」を「JIS X 0001」に、「ISO 2382-2」を「JIS X 0002」に、「ISO 2382-3」を「JIS X 0003」にという形で「JIS X 0001」から始まる規格番号を順次振っていった。JISには規格を書籍として出版する際しばしば規格書ごとにその末尾に制定や改正の経緯・問題点・今後の改正予定などを説明した「解説」が付されているが、この情報処理用語の規格については用語規格全体についての解説が一つの独立した書籍として出版されている。
日本での作業は現在では情報処理学会が行っているが、同学会の創立は1960年（昭和35年）でありそれ以前に作業が行われた「計数形計算機用語」制定の時は電気通信学会（後の電子情報通信学会）に委託され、後に富士通の社長となった清宮博が委員長となった同学会に設けられた用語規格のための作業委員会が作業を行ったが、1960年（昭和35年）に情報処理学会が設立されてからは同学会が業務を引き継いだ。1962年（昭和37年）1月に常設の組織として「ISO/IEC国内委員会」が設置され、同委員会は1963年（昭和38年）12月に情報処理学会規格委員会と改称された。同委員会のもとに用語規格を担当するSC1作業部会が設けられて以後同作業部会が中心になってISOのSC1と歩調をあわせながら作業を進めていった。情報処理学会規格委員会は1987年（昭和62年）には「ISO/IEC JTC 1」の設立に伴ってそれまでより独立性の高い「情報規格調査会」に改組され、規格委員会の下の各作業部会も情報規格調査会の下部組織になった。1998年（平成10年）に「ISO/IEC JTC 1/SC1」が廃止されたのに伴い2001年（平成13年）に日本のSC1作業部会も廃止され、「ISO/IEC JTC 1」と同様にそれぞれの部門を担当する作業部会が用語規格の制定・改正を担当することになった。

## パート別規格の制定・改正状況
ISO/IEC 2382は2015年に改正されて、分割しない単一の規格（ISO/IEC 2382:2015）になった。従来の分割された規格はほとんどが廃止されている。
| part | 名称                                        | ISO規格番号 制定年 改正年           | JIS番号 制定年月日 改正年月日                                            |
| ---- | ------------------------------------------- | ----------------------------------- | ------------------------------------------------------------------------ |
| 1    | 基本用語                                    | ISO/IEC 2382-1 1974年 1984年 1993年 | JIS X 0001 1987年4月1日 1994年10月1日                                    |
| 2    | 算術演算及び論理演算                        | ISO 2382-2 1976年                   | JIS X 0002 1987年4月1日                                                  |
| 3    | 装置技術                                    | ISO 2382-3 1976年 1987年            | JIS X 0003 1987年4月1日 1989年3月1日                                     |
| 4    | データの構成                                | ISO/IEC 2382-4 1974年 1987年 1999年 | JIS X 0004 1987年4月1日 1989年3月1日 2002年8月20日                       |
| 5    | データの表現                                | ISO/IEC 2382-5 1974年 1989年 1999年 | JIS X 0005 1987年4月1日 1990年3月1日 2002年8月20日                       |
| 6    | データの準備及び取扱い                      | ISO 2382-6 1974年 1987年            | JIS X 0006 1987年4月1日 1989年3月1日                                     |
| 7    | プログラミング                              | ISO/IEC 2382-7 1977年 1989年 2000年 | JIS X 0007 1987年4月1日 1992年7月1日 2001年4月20日                       |
| 8    | セキュリティ                                | ISO/IEC 2382-8 1986年 1998年        | JIS X 0008 1987年4月1日 1987年11月1日 2001年8月20日 2017年12月20日に廃止 |
| 9    | データ通信                                  | ISO/IEC 2382-9 1984年 1995年        | JIS X 0009 1987年4月1日 1997年4月20日 2017年12月20日に廃止               |
| 10   | 操作技法及び機能                            | ISO 2382-10 1979年                  | JIS X 0010 1987年4月1日                                                  |
| 11   | 処理装置                                    | ISO 2382-11 1987年                  | JIS X 0011 1987年4月1日 1989年3月1日                                     |
| 12   | データ媒体、記憶装置及び関連装置            | ISO/IEC 2382-12 1978年 1988年       | JIS X 0012 1987年4月1日 1990年3月1日                                     |
| 13   | 図形処理                                    | ISO/IEC 2382-13 1984年 1996年       | JIS X 0013 1987年4月1日 1998年1月20日                                    |
| 14   | 信頼性、保守性及び可用性                    | ISO/IEC 2382-14 1978年 1997年       | JIS X 0014 1987年4月1日 1999年12月20日                                   |
| 15   | プログラム言語                              | ISO/IEC 2382-15 1985年 1999年       | JIS X 0015 1987年4月1日 2002年6月20日                                    |
| 16   | 情報理論                                    | ISO/IEC 2382-16 1978年 1996年       | JIS X 0016 1987年4月1日 1997年4月20日                                    |
| 17   | データベース                                | ISO/IEC 2382-17 1996年 1999年       | JIS X 0017 1997年4月20日 2017年12月20日に廃止                            |
| 18   | 分散データ処理                              | ISO/IEC 2382-18 1987年 1999年       | JIS X 0018 1989年3月1日                                                  |
| 19   | アナログ計算                                | ISO/IEC 2382-19 1980年 1989年       | JIS X 0019 1987年11月1日 1994年3月1日                                    |
| 20   | システム開発                                | ISO/IEC 2382-20 1990年              | JIS X 0020 1992年10月1日                                                 |
| 21   | プロセスインタフェース                      | ISO 2382-21 1985年                  | JIS X 0021 1987年11月1日                                                 |
| 22   | 計算器                                      | ISO 2382-22 1986年                  | JIS X 0022 1989年3月1日                                                  |
| 23   | テキスト処理                                | ISO/IEC 2382-23 1994年              | JIS X 0023 1995年10月1日 2011年1月20日に廃止                             |
| 24   | 計算機統合生産                              | ISO/IEC 2382-24 1995年              | JIS X 0024 1998年1月20日                                                 |
| 25   | ローカルエリアネットワーク                  | ISO/IEC 2382-25 1992年              | JIS X 0025 1994年3月1日                                                  |
| 26   | 開放型システム間相互接続                    | ISO/IEC 2382-26 1993年              | JIS X 0026 1995年10月1日 2017年12月20日に廃止                            |
| 27   | オフィスオートメーション                    | ISO/IEC 2382-27 1994年              | JIS X 0027 1995年10月1日                                                 |
| 28   | 人工知能 - 基本概念及びエキスパートシステム | ISO/IEC 2382-28 1995年              | JIS X 0028 1999年1月20日                                                 |
| 29   | 人工知能 - 音声認識と合成                   | ISO/IEC 2382-29 1999年              | 未制定                                                                   |
| 30   | コンピュータビジョン                        | 未制定                              | 未制定                                                                   |
| 31   | 人工知能 - 機械学習                         | ISO/IEC 2382-31 1997年              | JIS X 0031 1999年11月20日                                                |
| 32   | 電子メール                                  | ISO/IEC 2382-32 1999年              | JIS X 0032 1999年11月20日                                                |
| 33   | ハイパーメディアおよびマルチメディア        | 未制定                              | 未制定                                                                   |
| 34   | 人工知能 - ニューラルネットワーク           | ISO/IEC 2382-34 1999年              | 未制定                                                                   |
| 35   | ネットワーキング                            | 未制定                              | 未制定                                                                   |
| 36   | 学習、教育および訓練                        | ISO/IEC 2382-36 2008年              | 未制定                                                                   |
| 37   | 仮想現実                                    | 未制定                              | 未制定                                                                   |
| 38   | 周辺機器－入出力装置とアクセサリー          | 未制定                              | 未制定                                                                   |

## 関連規格
ISOには「ISO/IEC 2382」シリーズ以外に情報処理関連の用語として以下のものがある
- ISO 5127:2001 対応するJISは、「JIS X 0701:2005 情報及びドキュメンテーション―用語」
- ISO/IEC 19762-1:2005 対応するJISは、「JIS X 0500-1:2009 自動認識及びデータ取得技術—用語—第1部：一般」
- ISO/IEC 19762-2:2005 対応するJISは、「JIS X 0500-2:2009 自動認識及びデータ取得技術—用語—第2部：光学的読取媒体」
- ISO/IEC 19762-3:2005 対応するJISは、「JIS X 0500-3:2009 自動認識及びデータ取得技術—用語—第3部：RFID」

JISにはこの他に日本独自のものとして1986年5月1日に制定された「JIS B 0191 日本語ワードプロセッサ用語」があったが、2011年（平成23年）11月21日にこの規格の存在意義が終了したと判断されたため廃止された。